# Serijska vrata
V računalništvu so serijska vrata serijski komunikacijski vmesnik skozi katerega se informacije iz in v napravo pretakajo po en bit naenkrat (v nasprotju z vzporednimi vrati). V zgodovini so se podatki iz osebnih računalnikov večinoma prenašali preko serijskih vrat na naprave kot so modemi, terminali, in različne periferne naprave.